# Augmentatív és alternatív kommunikáció
Az augmentatív és alternatív kommunikáció a beszédükben, vagy beszédértésükben súlyosan akadályozott emberek nem beszéden alapuló kommunikációja. Célja, hogy lehetővé tegye, illetve segítse a sérültek beilleszkedését, a sérült kommunikáció által okozott hátrányok csökkentését érzelmi, értelmi és szociális téren. 
Támogatja a különféle kommunikációs módszerek használatát a minél pontosabb és gazdagabb kommunikáció érdekében. Ha rendelkezésre áll a beszéd is, akkor azt is igyekszenek a lehető legjobban kihasználni. Ez az elv a totális kommunikáció elve.

## A fogalom kialakulása
A szóhasználat az angol-amerikai kifejezésből ered, ahol "Augmentativ and Alternativ Communikation" (röv.:ACC) az elnevezése.
A német nyelvterületen"Unterstüzte Kommunikation" (UK) a jelölése, amelyet fontos megkülönböztetni a "Gestüzte Kommunikation" kifejezéstől.
Időnként keverik a nonverbális kommunikáció fogalmával, amely téves elképzelés.
A magyar nyelvben augmentatív és alternatív kommunikáció (AAK) a megnevezése, de támogatott kommunikációként is említik. Fontos megemlíteni, hogy a német nyelvből átvett "unterstüzt"(=támogatott) és "gestüzt"(=támogatott) fogalmak között a magyar jelentésben nincs különbség, ezért használjuk támogatottként a nyelvben, elkerülve az esetleges félreértéseket.
Ez az oka annak is, hogy általában inkább az angol-amerikai fogalom fordítását alkalmazzuk, tehát az augmentatív és alternatív kommunikáció (AAK) megnevezést

## Használói
Az augmentatív és alternatív kommunikációt használókat három csoportra szokták osztani:
- Azok, akik kisegítésként használják

Ide tartoznak azok, akik kevéssé tudnak beszélni, vagy a beszédük nehezen érthető. 
- Akiknek ez a kommunikációs eszközük

Ide tartoznak a nem beszélők, köztük a beszédképtelenek, némák. Ilyenkor a beszéd megindítása is cél.
- Akiknek pótnyelvet jelent

Ide tartoznak a beszédmegértés zavaraival küzdők
Az így kommunikálók nagy része többszörösen is fogyatékos: mozgássérült, gyengénlátó, autisztikus, vagy értelmi fogyatékos is. Ezek a többszörös sérültek sokszor még írni-olvasni sem tudnak megtanulni.
2007 óta törvény biztosítja jogukat az augmentatív és alternatív kommunikáció tanulására és használatára.

## Eszközei
A kommunikáció sokféleképpen segíthető:
- rámutatás, egyszerű jelek, jelbeszéd, jelnyelv
- nem beszéd alapú hangjelek
- arcjáték
- tárgyak, képek, képcsere
- Bliss nyelv, írás (síkírás vagy Braille), betűtábla
- mesterséges beszéd, kommunikátorok
- számítógépes eszközök

Egy lehetséges mérőeljárás például a TARC-módszer, melyet Sailor és Mix fejlesztett ki 1975-ben. A kérdőíves módszerrel négy fontos terület vizsgálható: a mindennapos tevékenység, a motoros készségek, a kommunikáció és a szociális magatartás. Ezen képességeket egy profillapon ábrázolják, melynek évenkénti megismétlése átfogó képet nyújt a területenkénti fejlődésben.
Hogy mit tanítanak az egyes embernek, azt a célszemély állapota és képességei döntik el. A felhasználó az adott helyzettől és közlendőjétől függően választja meg, hogyan közölje mondanivalóját. Tanítását 20-25 jellel kezdik, amiket a célszemély képességeihez és igényeihez igazítanak. A jelek számát fokozatosan növelik, és beépítik őket a mindennapokba. Emellett fejlesztik is az általános kommunikációt, megtanítva az ahhoz szükséges képességeket.

## Rokon fogalmak
Az augmentatív és alternatív kommunikációhoz hasonlósan működik a facilitált kommunikáció. Azt ezt alkalmazók feltételezik, hogy az autisztikus alany felismeri a betűket, de izomzatának rendellenes tónusa miatt nem tud rájuk mutatni, így segítségre szorul.
Ez egy vitatott módszer. Támogatói szerint lehetővé teszi az autisztikus gyereknek, hogy kifejezze gondolatait. Ellenzői szerint azonban így nem (csak) az autisztikus gyerek gondolatai fejeződnek ki, hanem inkább a támogató személyéi. Ezt több kísérlet is alátámasztotta, mivel tetten érték, hogy olyan információkat is közöltek így, amikről csak a támogatást végző személynek volt tudomása.

## Története
Az augmentatív és alternatív kommunikáció a történelem előtti időkig, a beszéd megjelenésének idejéig megy vissza. A beszélni nem tudó emberek arcjátékkal, hangadással, mutogatással, rajzokkal, festményekkel közölték mondanivalójukat.
Az ókortól a 20. század közepéig terjedő időszakban kibővült az eszközkészlet a kézi ábécékkel és más egyezményes jelrendszerekkel. Az írásbeliség elterjedésével az írott nyelv is egyre nagyobb szerephez jutott a kommunikációban. A 20. században elterjedtek a betűtáblák is.
Az augmentatív és alternatív kommunikáció tudománya az Amerikai Egyesült Államokban alakult ki a 20. század közepén, és innen terjedt tovább szerte a világban. Magyarországra 1983-ban ért el, de ekkor még nem használták az egész eszköztárat. Elsőként a Bliss nyelv jelent meg. Az utolsó hiányosságokat 2005-ben a Nézd a kezem! jelbeszéd pótolta.

## Az augmentatív és alternatív kommunikáció bevezetése Magyarországon
Magyarországon 1983-ban kezdték el az augmentatív és alternatív kommunikáció bevezetését. A Bliss-nyelv adaptációjának első lépései Kálmán Zsófiához köthetőek, aki Kassai Ilona támogatásával foglalkozott ezzel.
1984-től tanfolyamokat szerveztek, s ahhoz készítettek irodalmat.
1987-ben létrejött a Bliss Alapítvány, amelyhez szorosan kapcsolódik az 1993-ban alapított Segítő Kommunikáció Módszertani Központ.
A Bliss-nyelv nagyon meghatározó, hiszen ez volt az első AAK kommunikációs rendszer, amelyet itthon az akadályozott embereknél alkalmaztak. Szerencsére azóta jóval több eszköz áll Magyarországon is a rendelkezésünkre a Bliss-nyelven kívül is, mint például kép- és képjelrendszerek (pl.: PCS, PECS), illetve különböző elektronikus eszközök (pl.: kommunikátorok, fejpálca )
Fontos még megemlíteni a "Nézd a kezem" c. gesztusnyelv magyar adaptációját, amely 2005-ben készült el.